# Takács József (labdarúgó, 1904)
Takács József (Budapest, 1904. június 30. – Budapest, 1983. szeptember 3.) a Vasas, a Ferencvárosi TC és a magyar labdarúgó-válogatott egykori csatára. Háromszoros magyar bajnok és ötszörös bajnoki gólkirály. A sportsajtóban Takács II néven szerepelt. Testvére Takács Géza volt, aki szintén az FTC labdarúgója volt. Életében 940 mérkőzésen lépett pályára, és 1214 gólt szerzett, mérkőzésenkénti gólátlaga 1,28 volt.

## Pályafutása

### Klubcsapatban
Pályafutását kapusként kezdte. Ifi labdarúgóként egy társa sérülése miatt próbálták ki mezőnyjátékosként. 1917 - 1926 között a Vasasban futballozott. Az 1925/26-os bajnokságban 29 gólt és ezzel gólkirályi címet szerző Takács felkeltette a Ferencváros érdeklődését, amely egy évvel később le is szerződtette. Első ferencvárosi idényében ismét gólkirály lett, ezúttal 31 találattal, valamint magyar bajnoki címhez és Közép-európai Kupa-győzelemhez segítette a zöld-fehéreket. Az FTC a Közép-európai kupa döntőjében az előző évben finalista osztrák Rapid Wien csapatát fektette két vállra. Az első mérkőzést Budapesten játszották, ahol a zöld-fehérek 7-1-re nyertek. Takács három gólt vállalt. A visszavágót ugyan a Rapid nyerte 5-3-ra, de összesítésben a Ferencvárosi TC bizonyult jobbnak és nyerte el a kupát. Takács a sorozatban összesen 10 gólt lőtt, így a kupa góllövő listájának élén végzett. 1932-ben ismét bajnokságot nyert a Fradival, méghozzá úgy, hogy a csapat még csak pontot sem vesztett, mind a 22 bajnoki mérkőzését megnyerte. Takács 42 gólig jutott, így megint gólkirály lett. Két évvel később, miután harmadszor is a dobogó legfelső fokára állhatott a csapattal, befejezte pályafutását.

### A válogatottban
A magyar válogatottban 1923-ban mutatkozott be, ahol 10 év alatt 32-szer húzhatta fel a címeres mezt és 26 gólt szerzett. 1924-ben tagja volt a párizsi olimpián részt vevő csapatnak, de pályára nem lépett. Franciaország válogatott kapusa, Maurice Cottenet az 1927-es Magyarország-Franciaország mérkőzés után lemondta a válogatottságot, miután Takács hatszor vette be kapuját. A mérkőzés 13-1-es magyar sikert hozott.

## Sikerei, díja
- Magyar bajnok: 1927-1928, 1931-1932,1933-1934
- Magyar bajnoki gólkirály:
  - 1925-1926 (29 gól)
  - 1927-1928 (31 gól)
  - 1928-1929 (41 gól)
  - 1929-1930 (40 gól)
  - 1931-1932 (42 gól)
- Közép-európai kupa (KK)
  - győztes: 1928
  - gólkirály: 1928 (10 gól)
- az év labdarúgója: 1924-1925
- az FTC örökös bajnoka: 1974

## Statisztika

### Mérkőzései a válogatottban
| Magyarország | Magyarország         | Magyarország                    | Magyarország  | Magyarország | Magyarország  | Magyarország | Magyarország | Magyarország                |
| #            | Dátum                | Helyszín                        | Hazai         | Eredmény     | Vendég        | Kiírás       | Gólok        | Esemény                     |
| ------------ | -------------------- | ------------------------------- | ------------- | ------------ | ------------- | ------------ | ------------ | --------------------------- |
| 1.           | 1923. május 6.       | Bécs, Hohe Warte                | Ausztria      | 1 – 0        | Magyarország  | barátságos   | -            |                             |
| 2.           | 1923. augusztus 19.  | Budapest, Üllői úti pálya       | Magyarország  | 3 – 1        | Finnország    | barátságos   | -            |                             |
| 3.           | 1924. augusztus 31.  | Budapest, Üllői úti pálya       | Magyarország  | 4 – 0        | Lengyelország | barátságos   | 2            | 38' 40'                     |
| 4.           | 1924. szeptember 14. | Bécs, Hohe Warte                | Ausztria      | 2 – 1        | Magyarország  | barátságos   | -            |                             |
| 5.           | 1924. szeptember 21. | Budapest, Üllői úti pálya       | Magyarország  | 4 – 1        | Németország   | barátságos   | 2            | 49' 64'                     |
| 6.           | 1925. január 18.     | Milánó, Campo Milan             | Olaszország   | 1 – 2        | Magyarország  | barátságos   | 1            | 76'                         |
| 7.           | 1925. március 25.    | Budapest, Hungária körúti pálya | Magyarország  | 5 – 0        | Svájc         | barátságos   | 1            | 14'                         |
| 8.           | 1925. május 5.       | Bécs, Hohe Warte                | Ausztria      | 3 – 1        | Magyarország  | barátságos   | 1            | 24'                         |
| 9.           | 1925. május 21.      | Budapest, Hungária körúti pálya | Magyarország  | 1 – 3        | Belgium       | barátságos   | -            |                             |
| 10.          | 1925. július 12.     | Stockholm                       | Svédország    | 6 – 2        | Magyarország  | barátságos   | 2            | 51' 71'                     |
| 11.          | 1925. július 19.     | Krakkó, Wisla-pálya             | Lengyelország | 0 – 2        | Magyarország  | barátságos   | -            |                             |
| 12.          | 1925. október 4.     | Budapest, Üllői úti pálya       | Magyarország  | 0 – 1        | Spanyolország | barátságos   | -            | 24'                         |
| 13.          | 1926. május 2.       | Budapest, Hungária körúti pálya | Magyarország  | 0 – 3        | Ausztria      | barátságos   | -            |                             |
| 14.          | 1926. június 6.      | Budapest, Üllői úti pálya       | Magyarország  | 2 – 1        | Csehszlovákia | barátságos   | 1            | 31' 37' 39'                 |
| 15.          | 1927. június 12.     | Budapest. Üllői úti pálya       | Magyarország  | 13 – 1       | Franciaország | barátságos   | 6            | 17' 41' 60' 79' 83' 85' 87' |
| 16.          | 1927. szeptember 25. | Budapest. Üllői úti pálya       | Magyarország  | 5 – 3        | Ausztria      | Európa-kupa  | 1            | 18'                         |
| 17.          | 1928. március 25.    | Róma, Nazionale PNF Stadion     | Olaszország   | 4 – 3        | Magyarország  | Európa-kupa  | 1            | 77'                         |
| 18.          | 1928. április 22.    | Budapest, Üllői úti pálya       | Magyarország  | 2 – 0        | Csehszlovákia | Európa-kupa  | -            |                             |
| 19.          | 1928. május 6.       | Budapest. Hungária körúti pálya | Magyarország  | 5 – 5        | Ausztria      | barátságos   | -            |                             |
| 20.          | 1928. október 7.     | Bécs, Hohe Warte                | Ausztria      | 5 – 1        | Magyarország  | Európa-kupa  | -            |                             |
| 21.          | 1928. november 1.    | Budapest, Üllői úti pálya       | Magyarország  | 3 – 1        | Svájc         | Európa-kupa  | -            |                             |
| 22.          | 1929. február 24.    | Párizs                          | Franciaország | 3 – 0        | Magyarország  | barátságos   | -            |                             |
| 23.          | 1929. április 14.    | Bern                            | Svájc         | 4 – 5        | Magyarország  | Európa-kupa  | 2            | 51' 76'                     |
| 24.          | 1929. május 5.       | Bécs, Hohe Warte                | Ausztria      | 2 – 2        | Magyarország  | barátságos   | 2            | 15' 89'                     |
| 25.          | 1929. szeptember 8.  | Prága                           | Csehszlovákia | 1 – 1        | Magyarország  | Európa-kupa  | -            |                             |
| 26.          | 1929. október 6.     | Budapest, Hungária körúti pálya | Magyarország  | 2 – 1        | Ausztria      | barátságos   | 1            | 11'                         |
| 27.          | 1930. április 13.    | Bázel                           | Svájc         | 2 – 2        | Magyarország  | barátságos   | -            |                             |
| 28.          | 1930. május 1.       | Prága                           | Csehszlovákia | 1 – 1        | Magyarország  | barátságos   | -            |                             |
| 29.          | 1930. május 11.      | Budapest, Üllői úti pálya       | Magyarország  | 0 – 5        | Olaszország   | Európa-kupa  | -            |                             |
| 30.          | 1930. szeptember 28. | Drezda, Ostragehege             | Németország   | 5 – 3        | Magyarország  | barátságos   | 3            | 29' 35' 40'                 |
| 31.          | 1931. december 13.   | Torino, Campo Torino            | Olaszország   | 3 – 2        | Magyarország  | Európa-kupa  | -            |                             |
| 32.          | 1933. október 22.    | Budapest, Üllői úti pálya       | Magyarország  | 0 – 1        | Olaszország   | Európa-kupa  | -            |                             |
|              | Összesen             |                                 |               | 32           | mérkőzés      |              | 26           | gól                         |